# Oton I. Saški
Oton I. Saški, kasneje imenovan Slavni (nemško Otto der Erlauchte), je bil pomemben član Otonske dinastije in od leta 880 do svoje smrti leta 912 vojvoda Saške, * ok. 830/835/851, † 30. november 912.  
Igral je pomembno vlogo v zgodnjesrednjeveški zgodovini Nemčije v 9. in 10. stoletju in bil znan po svojih vojaških pohodih in diplomatskih prizadevanjih. 

## Družina
Oton je bil najmlajši sin saškega grofa Liudolfa (um. 866), začetnika dinastije, in njegove žene Ode (um. 913), hčerke saškega princepsa Bilunga. Med njegovimi brati in sestrami sta bila pomembna najstarejši brat Bruno, dedič očetove posesti, in Liutgarda, ki je kot soproga karolinškega kralja Ludvika Mlajšega leta 876 postala kraljica Vzhodne Frankovske. Njena poroka z Ludvikom kaže na Liudolfov pomemben položaj v cesarstvu.  
Okoli leta 873 se je Oton poročil s Hedviko Babenberško (um. 903), verjetno hčerko frankovskega princepsa militiae Henrika Frankonskega, člana plemiške družine Poponidov (starejša hiša Babenberžanov). Z njo je imel dva sinova, Tankmarja in Liudolfa, ki sta umrla pred njim, in sina Henrika Ptičarja,  ki ga je nasledil kot saški vojvoda in bil pozneje izvoljen za kralja Vzhodne Frankovske. Otonova hči Oda se je poročila s karolinškim kraljem Cventiboldom Lotarinškim, sinom cesarja Arnulfa Koroškega. 
Otonova družina je po njegovem očetu Liudolfu postala znana kot Liudolfingi. Potem, ko je na cesarski prestol  prišel njegov vnuk Oton Veliki, se je dinastija začela omenjati kot Otonska dinastija. 

## Vladanje
26. januarja 877 je kralj Ludvik Mlajši opatiji Gandersheim izdal listino, v kateri je bila južna Turingija, znana kot "pago Sutturinga", opisana kot "in comitatu Ottonis", se pravi "v Otonovi državi". Oton je na položaju saškega vojvode nasledil svojega brata Bruna, ki je padel v bitki proti vikinškim osvajalcem pri Ebsdorfu 2. februarja 880.
Oton je vladal nad obsežnimi saškimi in turingijskimi posestmi in bil v kasnejših virih omenjen kot dux, medtem ko je v bil v  sodobni listini z dne 28. januarja 897 opisan kot mejni grof Eichsfeldena. Leta 908 je bil tudi laični opat opatije Hersfeld. Petdeset let pozneje ga je kronist Widukind Corveyski v opisu poroke njegove sestre Liutgarde s kraljem Ludvikom Mlajšim opisal kot velikega vojvodo. 
Oton je imel kljub svojemu sorodstvu s Karolingi  le ohlapne vezi s karolinškim dvorom in je redko zapustil Saško. Ostal je regionalni vzhodnofrankovski knez. Bil je v dobrih odnosih tako z Ludvikom Mlajšim kot z Arnulfom Koroškim, ki sta se le redko vmešala v saško avtonomijo. V svojih domenah je bil nekakšen knez, ki se je kot tributarni vladar  uveljavil tudi med sosednjimi slovanskimi plemeni na vzhodu, kot so bili Daleminci. 
Po Widukindu Corveyskemu je "saško in frankovsko ljudstvo" po smrti zadnjega karolinškega monarha Ludvika Otroka leta 911  predlagalo Otonu, da on prevzame krono Vzhodne Frankovske. Oton ponudbe ni sprejel, verjetno zato, ker se je za tako odgovorno nalogo čutil prestarega. Namesto sebe je predlagal frankovskega vojvodo Konrada. Resničnost Windukindovega poročila je vprašljiva. 
Naslednje leto, leta 912, je Oton umrl v Pfalzu pri Wallhausnu. Pokopan je bil v cerkvi opatije Gandersheim.

## Vir
- Brown, Phyllis R.; Wailes, Stephen L., ur. (2013). A Companion to Hrotsvit of Gandersheim (fl. 960): Contextual and Interpretive Approaches. Brill.
- von Corvey, Widukind (2014). Deeds of the Saxons (v angleščini). Washington, D.C.: The Catholic University of America Press. str. 27. ISBN 9780813226934.
- Reuter, Timothy (1991). Germany in the Early Middle Ages 800–1056. Longman.
- Riche, Pierre (1993). The Carolingians: A Family who Forged Europe. Prevod: Allen, Michael Idomir. University of Pennsylvania Press.
- Wilson, Katharina M. (1998). Hrotsvit of Gandersheim: A Florilegium of Her Works. D.S. Brewer.

| Oton I. Saški Otonska dfinastijaRojen: ok. 830/851 Umrl: 30. november 912 |                       |                      |
| Vladarski nazivi                                                          |                       |                      |
| Predhodnik: Bruno Saški                                                   | Vojvoda Saške 880–912 | Naslednik: Henrik I. |